# Baksa
Baksa är ett distrikt i Indien.   Det ligger i delstaten Assam, i den östra delen av landet, 1 400 km öster om huvudstaden New Delhi. Antalet invånare är 950 075.